# Länsväg 132
De Zweedse weg 132 (Zweeds: Länsväg 132) is een provinciale weg in de provincie Jönköpings län in Zweden en is circa 43 kilometer lang. De weg ligt in het zuiden van Zweden.

## Plaatsen langs de weg
- Huskvarna
- Lekeryd
- Aneby

## Knooppunten
- Europese weg 4 bij Huskvarna (begin)
- Riksväg 32 bij Aneby (einde)